# Clive Bell
Arthur Clive Heward Bell (16 de setembro de 1881 – 17 de setembro de 1964) foi um filósofo e crítico de arte inglês, associado ao grupo de Bloomsbury.

## Ideias
Bell foi um dos defensores mais proeminentes do formalismo na estética. Formalismo em sentido geral é a visão de que são as propriedades formais de um objeto que fazem de algo arte, ou que definem as experiências estéticas. Bell propõem que nada mais há de relevante para além do objeto para avaliar se é uma obra de arte, ou esteticamente valioso. O que representa uma pintura, por exemplo, é completamente irrelevante para avaliá-lo esteticamente. Por isso, ele acreditava que o conhecimento do contexto histórico de uma pintura, ou a intenção do pintor é desnecessário para a apreciação nas artes visuais."a apreciar uma obra de arte precisamos trazer conosco nada da vida, nenhum conhecimento de suas idéias e assuntos, sem familiaridade com suas emoções" (Bell, 27).
As teorias formalistas diferem de acordo com o modo como a noção de "forma" é compreendida. Para Kant, isso significava mais ou menos a forma de um objeto - a cor não era um elemento na forma de um objeto. Para Bell, pelo contrário, "a distinção entre forma e cor é irreal, não se pode conceber um espaço incolor, nem se pode conceber uma relação disforme de cores" (Bell p19). Bell é famoso por ter cunhado o termo "forma significativa" para descrever o tipo peculiar de "combinação de linhas e cores", que faz de um objeto uma obra de arte.
Bell foi também um defensor-chave da alegação de que o valor da arte reside na sua capacidade de produzir uma distinta experiência estética no observador. Bell chamou esta experiência "emoção estética". Ele definiu-a como aquela experiência que é despertada pela forma significante. Ele também sugeriu que a razão pela qual nós experimentamos emoção estética em resposta à forma significativa de uma obra de arte é que percebemos a forma como uma expressão de uma experiência do artista. Experiência do artista, por sua vez, sugeriu ele, é a experiência de ver objetos comuns no mundo como forma pura: a experiência que se tem quando se vê algo não como um meio para outra coisa, mas como um fim em si mesmo (Bell, 45) .
Bell acreditava que em última análise o valor de qualquer coisa reside apenas no fato de ser um meio de "bons estados de espírito" (Bell, 83).  Acreditava que se "não há estado de espírito mais excelente ou mais intenso do que o estado de contemplação estética" (Bell, 83) as obras de artes visuais estão entre as coisas mais valiosas que podem existir. Como muitos no grupo de Bloomsbury, Bell foi fortemente influenciado pelo filósofo G. E. Moore.

## Obras
- Art (1914)
- Since Cézanne (1922)
- Civilization (1928)
- Proust (1929)
- An Account of French Painting (1931)
- Old Friends (1956)